# 大窩文昌宮
大窩文昌宮位於四川省宜賓市高縣，文物遺址年代判定為清。2012年7月16日公佈為第八批四川省文物保護單位。
大窩文昌宮位於四川省宜賓市高縣大窩鎮川洞村十二組。建築始建於清代咸豐二年（後殿正樑墨書紀年“大清咸豐丙子年仲冬月吉旦”，清光緒八年補修山門及石牌坊。大窩文昌官為二進四合院式會館類建築，主體平面呈長方形，座北向南，占地面積約3435平方公尺，建築面積約2480平方公尺。總體由山門、石牌坊、奎星樓（戲樓）、廂樓、正殿、過廳、廊道、後殿構成。大窩鎮文昌宮除山門、外牆無存，奎星樓頂層改建外，其余建築皆存在，且建築規模宏大，氣勢雄偉，造藝精湛，具有很高的藝術、科學、歷史價值，是研究四川古代建築的重要史實資料。2011年，大窩文昌官被宜賓市人民政府公佈為市級文物保護單位。